# Family Values Tour 2006
Family Values Tour 2006 è il sesto album video del gruppo musicale statunitense Korn, pubblicato il 26 dicembre 2006 dalla Firm Music.

## Descrizione
Si tratta della registrazione avvenuta il 19 agosto 2006 della quarta edizione del Family Values Tour, festival ideato nel 1998 dai Korn, al quale parteciparono anche Deadsy, 10 Years, Dir En Grey, Flyleaf, Stone Sour e Deftones.

## Tracce
1. Carrying Over - Deadsy
2. Waking Up - 10 Years
3. Autumn Effect - 10 Years
4. Kodoku Ni Shisu, Yueni Kodoku - Dir En Grey
5. The IIID Empire - Dir En Grey
6. I'm So Sick - Flyleaf
7. Something I Can Never Have - Flyleaf
8. Reborn - Stone Sour
9. Through Glass - Stone Sour
10. My Own Summer (Shove It) - Deftones
11. Nosebleed - Deftones
12. Right Now - Korn
13. Coming Undone - Korn
14. Freak on a Leash - Korn (feat. Corey Taylor)
15. Hollow Life (unplugged) - Korn
16. Blind - Korn